# Меггі Джилленгол
Маргаліт (Меггі) Рут Джилленгол (англ. Margalit 'Maggie' Ruth Gyllenhaal, нар. 16 листопада 1977, Нью-Йорк, США) — американська акторка, режисерка, сценаристка та благодійниця. Лауреатка премії «Золотий глобус» (2015).
Знялася у ряді еклектичних фільмів, таких як «Шеррібебі» (2006), «Довірся чоловікові» (2006) і в численних великобюджетних фільмах, таких як «Всесвітній торговий центр» (2006) і «Темний лицар» (2008).

## Біографія
Народилася 16 листопада 1977 року у Нью-Йорку в сім'ї режисера Стівена Джилленгола і сценаристки Наомі Фонер Джилленгол. Її молодший брат Джейк також є актором.
Виросла в Лос-Анджелесі, де навчалася у підготовчій школі Гарвард-Вестлейк (Harvard-Westlake School), яку закінчила у 1995 році. Після цього у Колумбійському університеті Нью-Йорка вивчала літературу і східні релігії. В цей час захопилася театром. Недовгий час займалася у Королівській академії драматичного мистецтва у Лондоні. У 1999 році здобула ступінь бакалавра гуманітарних наук.
2 травня 2009 року одружилася з актором Пітером Сарсґаардом, близьким другом її брата Джейка. Вони оголосили про заручини в квітні 2006 року і одружилися 2 травня 2009 року в маленькій каплиці у Бриндізі, Італія. 3 жовтня 2006 народила доньку Рамону, 19 квітня 2012 доньку Глорія Рей. Живе з сім'єю в Брукліні, Нью-Йорк.

## Діяльність
Сценічний досвід набула у Нью-Йорку і в Лондоні, на початку 1990-х дебютувала малими ролями в кіно — у фільмах «Водна земля» (1992) і «Небезпечна жінка» (1993). Через кілька років виконала ролі у «Божевільному Сесіл Б.» (2000) і в «Донні Дарко» (2001). Успіхом стала головна роль в еротичній мелодрамі «Секретарка» — номінація на «Золотий глобус», відзначена кількома іншими преміями і названа «Проривом року». У 2015 році нагороджена премією «Золотий глобус» за роль Несс Штейн в серіалі «Шляхетна жінка».
Джилленгол є політично активною. Вона є прихильницею Демократичної партії і, як і її родина, Американської спілки захисту громадянських свобод. У своєму виступі на 18-й церемонії нагородження кінопремією «Незалежний дух» Джилленгол засудила розпочату президентом Бушем війну в Іраку, назвавши її причинами «нафту та імперіалізм». Брала участь в антивоєнних демонстраціях і кампанії «Об'єднані митці за перемогу без війни». На президентських виборах підтримувала Джона Керрі і Барака Обаму. Займається благодійністю.

## Фільмографія

### Акторка
| Рік       |    | Українська назва           | Оригінальна назва               | Роль                                         |
| --------- | -- | -------------------------- | ------------------------------- | -------------------------------------------- |
| 1992      | ф  |                            | Waterland                       | Меггі Рут                                    |
| 1993      | ф  | Небезпечна жінка           | A Dangerous Woman               | Петсі                                        |
| 1998      | ф  | Доморощений                | Homegrown                       | Крістіна                                     |
| 2000      | ф  | Божевільний Сесіл Б.       | Cecil B. Demented               | Рейвен                                       |
| 2001      | ф  | Донні Дарко                | Donnie Darko                    | Елізабет Дарко                               |
| 2002      | ф  | Сповідь небезпечної людини | Confessions of a Dangerous Mind | Деббі                                        |
| 2002      | ф  | Адаптація                  | Adaptation                      | Керолайн Каннінгем                           |
| 2002      | ф  | 40 днів і 40 ночей         | 40 Days and 40 Nights           | Sam                                          |
| 2002      | ф  | Секретарка                 | Secretary                       | Лі Голловей                                  |
| 2003      | ф  | Усмішка Мони Лізи          | Mona Lisa Smile                 | Джизель Леві                                 |
| 2004      | тф |                            | Strip Search                    | Лінда Сайкс                                  |
| 2004      | ф  |                            | Criminal                        | Валері                                       |
| 2005      | ф  |                            | Happy Endings                   | Джуд                                         |
| 2005      | ф  | Довірся чоловікові         | Trust the Man                   | Елейн                                        |
| 2006      | ф  | Париже, я люблю тебе       | Paris, je t'aime                | Ліз (Сегмент: "Quartier des Enfants Rouges") |
| 2006      | мф | Будинок-монстр             | Monster House                   | Елізабет (озвучення)                         |
| 2006      | ф  | Всесвітній торговий центр  | World Trade Center              | Еллісон Джим                                 |
| 2006      | ф  | Персонаж                   | Stranger than Fiction           | Ана Паскаль                                  |
| 2008      | ф  | Темний лицар               | The Dark Knight                 | Рейчел Доуз                                  |
| 2009      | ф  | Божевільне серце           | Crazy Heart                     | Джин Креддок                                 |
| 2010      | ф  | Моя жахлива няня 2         | Nanny McPhee and the Big Bang   | місіс Ізабель Грін                           |
| 2011      | ф  | Без істерики!              | Hysteria                        | Шарлотта Далримпл                            |
| 2013      | ф  | Штурм Білого дому          | White House Down                | Керол Фінерті                                |
| 2014      | ф  | Френк                      | Frank                           | Клара                                        |
| 2014      | с  | Шляхетна жінка             | The Honourable Woman            | Несса Штейн (8 епізодів)                     |
| 2016      | ф  | Знак краси                 | Beauty Mark                     | Валері                                       |
| 2016      | ф  | Нова імператриця           | The New Empress                 | Олів                                         |
| 2016      | с  | Усередині Емі Шумер        | Inside Amy Schumer              | у ролі самої себе (Епізод: "Brave")          |
| 2017—2019 | с  | Двійка                     | The Deuce                       | Ейлін «Кенді» Меррел (25 епізодів)           |
| 2018      | ф  | Вихователька               | The Kindergarten Teacher        | Ліза Спінеллі                                |
| 2020      | ф  | Найкраще літо в історії    | Best Summer Ever                | репортерка                                   |

### Режисерка, сценаристка, продюсерка
| Рік  |   | Українська назва        | Оригінальна назва        | Роль                         |
| ---- | - | ----------------------- | ------------------------ | ---------------------------- |
| 2018 | ф | Вихователька            | The Kindergarten Teacher | продюсер                     |
| 2020 | ф | Найкраще літо в історії | Best Summer Ever         | виконавчий продюсер          |
| 2021 | ф | Незнайома дочка         | The Lost Daughter        | режисер, сценарист, продюсер |
| 2026 | ф | Наречена                | The Bride!               | режисер, сценарист, продюсер |